# Supertaça Portuguesa de Futebol Feminino de 2018
A Supertaça Portuguesa de Futebol Feminino de 2018 foi a 4.ª edição da Supertaça Portuguesa de Futebol Feminino. 
Irá opôr o Sporting CP, enquanto vencedor da Liga Allianz de 2017–18 e da Taça de Portugal de 2017–18, ao Sporting Clube de Braga, finalista vencido da Taça de Portugal Feminina.
A partida será disputada a 9 de setembro de 2017 no Estádio Cidade de Coimbra.

## Historial
O Sporting CP e o SC Braga qualificaram-se para a sua segunda participação na Supertaça Portuguesa de Futebol Feminino.

## Qualificação
O Sporting CP qualificou-se para a Supertaça de Futebol Feminino de 2018 enquanto Campeão Nacional e vencedor da Taça de Portugal de 2017–18, tendo conquistado a 2ª dobradinha do seu palmarés.
O SC Braga qualificou-se para esta edição da Supertaça enquanto finalista vencido da Taça de Portugal de 2017–18.

## Partida
| 9 de setembro de 2017 | Sporting CP | –         | SC Braga | Estádio do Fontelo |
| 17:45 WEST (UTC+1)    |             | Relatório |          |                    |

| Sporting CP | SC Braga |

## Campeão
| Supertaça de Futebol Feminino de 2018 |
| ------------------------------------- |
|                                       |